# Holmträsket (Stensele socken, Lappland, 721321-157303)
Holmträsket är en sjö i Storumans kommun i Lappland och ingår i Umeälvens huvudavrinningsområde. Sjön har en area på 0,169 kvadratkilometer och ligger 374,4 meter över havet.

## Delavrinningsområde
Holmträsket ingår i det delavrinningsområde (721458-157205) som SMHI kallar för Utloppet av Myrträsket. Medelhöjden är 353 meter över havet och ytan är 7,18 kvadratkilometer. Det finns ett avrinningsområde uppströms, och räknas det in blir den ackumulerade arean 42,89 kvadratkilometer. Grundträskbäcken som avvattnar avrinningsområdet har biflödesordning 2, vilket innebär att vattnet flödar genom totalt 2 vattendrag innan det når havet efter 236 kilometer. Avrinningsområdet består mestadels av skog (79 procent). Avrinningsområdet har 1,07 kvadratkilometer vattenytor vilket ger det en sjöprocent på 14,9 procent.